# 紅の拳銃
『紅の拳銃』（くれないのけんじゅう）は、1961年2月11日に公開された、アクション映画であり、田村泰次郎の『群狼の群れ』を原作とする。赤木圭一郎が『激流に生きる男』の撮影の最中に事故死したため、完成をみた映画としては遺作となった。
また2000年には、この映画を題材にした映画が『「紅の拳銃」よ永遠に』と題して及川善弘監督により製作された。

## あらすじ
かつては射撃の名手だったが戦争で片手を失った石岡は軍隊時代の上官で今は暗黒街の顔役である小寺から神戸の組織のボスを消すために送り込む殺し屋を手配するよう依頼され金を受け取る。２年前にも石岡は小寺のために殺し屋を手配したがその中島という男は返り討ちにあって殺されていた。今度は失敗のないようにと念を押す小寺。キャバレーで殺し屋に仕立てられそうな男を物色していた石岡は店の片隅で一人で飲んでいた男に目をつけ声をかける。中田と名乗ったその男は失業中で人を殺す仕事でも何でもやると言う。契約成立となり店を出ようとした所に、ホステスの千加子がヤクザに追われていると言って助けを求めてくる。中田は二人のヤクザをあっという間に殴り倒して石岡を残して千加子をタクシーでアパートまで送っていった。千加子は神戸の暗黒街のボスの女だったが東京へ逃げてきたのだという。中田はヤクザが怖いのでアパートにいてほしいと千加子に頼まれるが断ってアパートを出る。
翌日、石岡の家を訪ねた中田は石岡の妹・菊代に出会う。彼女は病気のため目が見えなかった。菊代には中田は石岡の仕事を手伝っていると説明して家に泊まり込み、石岡から拳銃の構造や射撃の技術を教えられる。中田には10年に一人の素質があると見た石岡は中田に入れ込んでいく。
そんな中で中田は菊代の病院に付き添い、彼女の目の病気の治療に神戸の大学の八十島博士が成功したことを知る。
やがて森の中で実弾射撃を行った中田は全弾を的に命中させ石岡と密かに見に来ていた小寺を驚かせる。うますぎる、本当に拳銃を撃ったことがないのかと尋ねる石岡に中田はあんたのおかげだとうそぶく。
小寺も中田を気に入り、神戸へ送り込む前の小手調べで、ある女を消すように石岡に指示する。その女は中田が助けたホステスの千加子だった。中田は千加子のアパートへ行くが、荷物をまとめて逃げるように千加子に言う。二人で逃げようとする所へ後をつけてきたヤクザに囲まれるが、中田は自分が女を神戸へ連れて行ってボスに高く売りつけるから案内しろとヤクザに言う。陰で首尾を見ていた石岡は意外な展開に驚き止めようとするが、車に振り切られてしまう。中田から神戸のボスに自分の企みが漏れることを恐れた小寺は激怒し石岡を激しく叱責する。石岡は自分が神戸へ行って中田を始末してくると請け合い、舞台は神戸へと移る。
神戸のボス陳万昌の屋敷に乗り込んだ中田は自分の拳銃の腕を買う代わりに千加子を自由にするよう持ちかけるが相手にされず捕らわれてしまう。石岡も菊代を連れて神戸へやってくるが着く早々組織に捕まってしまう。再会を喜ぶ菊代だったが、そこへ陳万昌の弟の陳大隆が香港の大ボス劉徳源を殺して帰ってくる。これで香港と日本のルートは自分達のものだと乾杯する陳兄弟。万昌は弟に目障りな三人を消すように指示する。砂丘に連れて行かれた三人は銃撃されるが石岡が義手の中に隠し持っていた拳銃で中田が応戦する。そこへ香港から大隆を追ってきた劉徳源の手下のキムが現れ手助けしたため大隆達は逃げていく。
八十島博士により目の手術を受ける事になった菊代だったが、中田を悪の道に引きずり込んだと言って石岡を非難する。悩む石岡に中田は自分の正体を告げる。以前石岡が殺し屋として送り込んで殺された中島は中田の兄で、中田は兄を殺した石岡と小寺と神戸の組織すべてに復讐するために２年かけて石岡を探し出し近づいたのだった。菊代の手術費用を稼ぐために中田はキムと手を組み手助けをする事になった。キムに大阪のホテルへ連れて行かれた中田はそこで死んだはずの劉徳源に引き合わされる。香港で死んだのは劉の影武者だった。そして驚いた事に劉の妻はこの復讐のために別れた恋人の美津だった。やがて裏切者の陳兄弟を始末した暁には後釜に据えてやると言われて、東京から小寺が劉に呼ばれてやってくる。中田を見て驚く小寺。
その日の真夜中に劉の一味、小寺の手下達、そして中田が陳の屋敷を襲撃する。次々に陳の手下達を倒していった中田は小寺やキムに自分の本当の身分を明かす。

## キャスト
- 中田克巳 : 赤木圭一郎
- 石岡国四郎 : 垂水悟郎
- 牧野千加子 : 白木マリ
- 石岡菊代 : 笹森礼子
- 長山美津 : 吉行和子
- 八十島博士 : 浜村純
- ゲン : 野呂圭介
- テツ : 深江章喜
- キム : 藤村有弘
- 陳万昌 : 小沢昭一
- 陳大隆 : 草薙幸二郎
- 小寺久 : 芦田伸介
- 劉徳源 : 小沢栄太郎
- 劉の乾分 : 長弘, 菊田一郎, 守屋徹, 佐藤圭司
- 殺し屋･中島 : 中台祥浩
- ブン : 矢頭健男
- 陳の乾分 : 伊豆見雄, 宮原徳平, 水木京二, 古田祥, 立川博, 本目雅昭, 河瀬正敏
- 東京の大学病院医師 : 鴨田喜由
- 銀の城ボーイ : 林茂朗, 石丘伸吾
- 神戸の大学病院看護婦 : 鈴木俊子, 漆沢政子
- 技斗 : 高瀬将敏

## スタッフ
- 監督 ：牛原陽一
- 脚本 ：松浦健郎
- 音楽 : 小杉太一郎
- 撮影 : 姫田真佐久
- 企画 : 高木雅行
- 主題歌 : 「追憶」: 赤木圭一郎

## ロケ地
- 神戸港
- 諏訪山展望台
- 三ノ宮駅
- 生田警察署

## 登場する拳銃
- M1917リボルバー
- ワルサーP38

## 併映作品
- 『破れかぶれ』: 蔵原惟繕監督